# Entbindungsstation

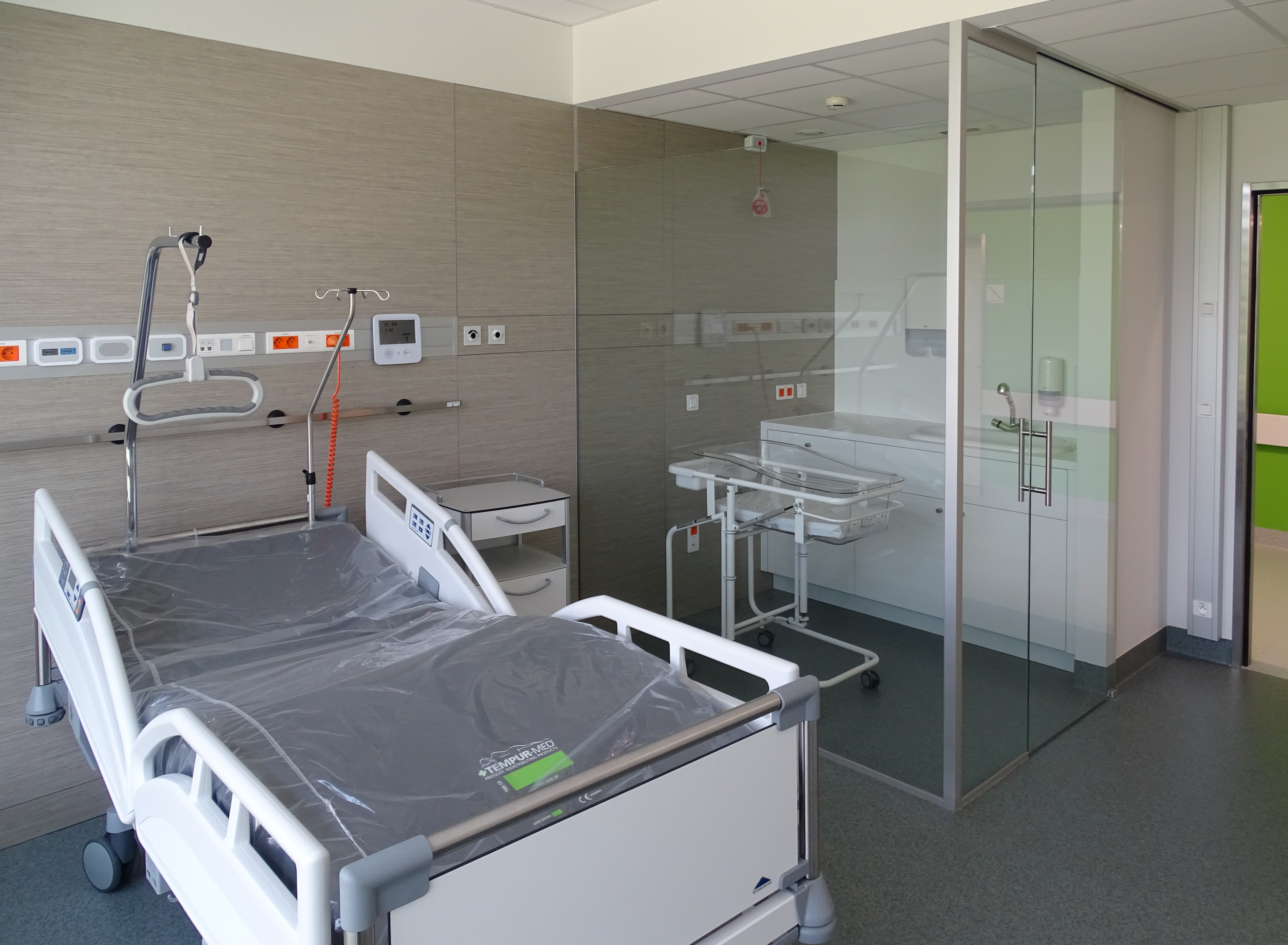
Hygienisches Zimmer für Patientin und Neugeborenes

Eine Entbindungsstation oder Station für Geburtshilfe ist die Abteilung einer Geburtsklinik oder eines Krankenhauses, zu welcher Patientenzimmer für die schwangeren Frauen und die Wöchnerinnen, ein Kreißsaal, die Personalräume für die als Geburtshelfer tätigen Gynäkologen und Hebammen und für die Säuglingsschwestern und Krankenschwestern sowie ein Stationszimmer gehören. Auf der Entbindungsstation werden Frauen vor, während und nach einer Entbindung sowie Schwangere, die einer stationären Diagnostik und Behandlung bedürfen, betreut. Ebenso werden die Neugeborenen bis zur Entlassung der Mutter aus der Klinik betreut und medizinisch versorgt.

## Ausstattung und Angebote von Entbindungsstationen
In vielen Kliniken gibt es einen nur für das Personal zugänglichen Raum, in dem die Säuglingsschwestern den Neugeborenen die Windeln wechseln und einzelne Säuglinge bei Bedarf mit Flaschennahrung füttern oder zufüttern. In Entbindungsstationen mit Rooming-in gibt es entweder einen gemeinsam benutzten Raum, in dem die Frauen ihren Babys im Beisein einer Säuglingsschwester selbst die Windeln wechseln können, oder eigene Wickeltische in den Patientenzimmern. Viele Entbindungssationen bieten Stillberatung an. Für Frühgeborene und Neugeborene in einen kritischen Zustand gibt es einen Raum mit Brutkästen. Manche Kliniken haben neben der Entbindungsstation eine eigene Säuglingsstation für Frühgeborene und Säuglinge mit Gesundheitsproblemen, die stationär behandelt werden.

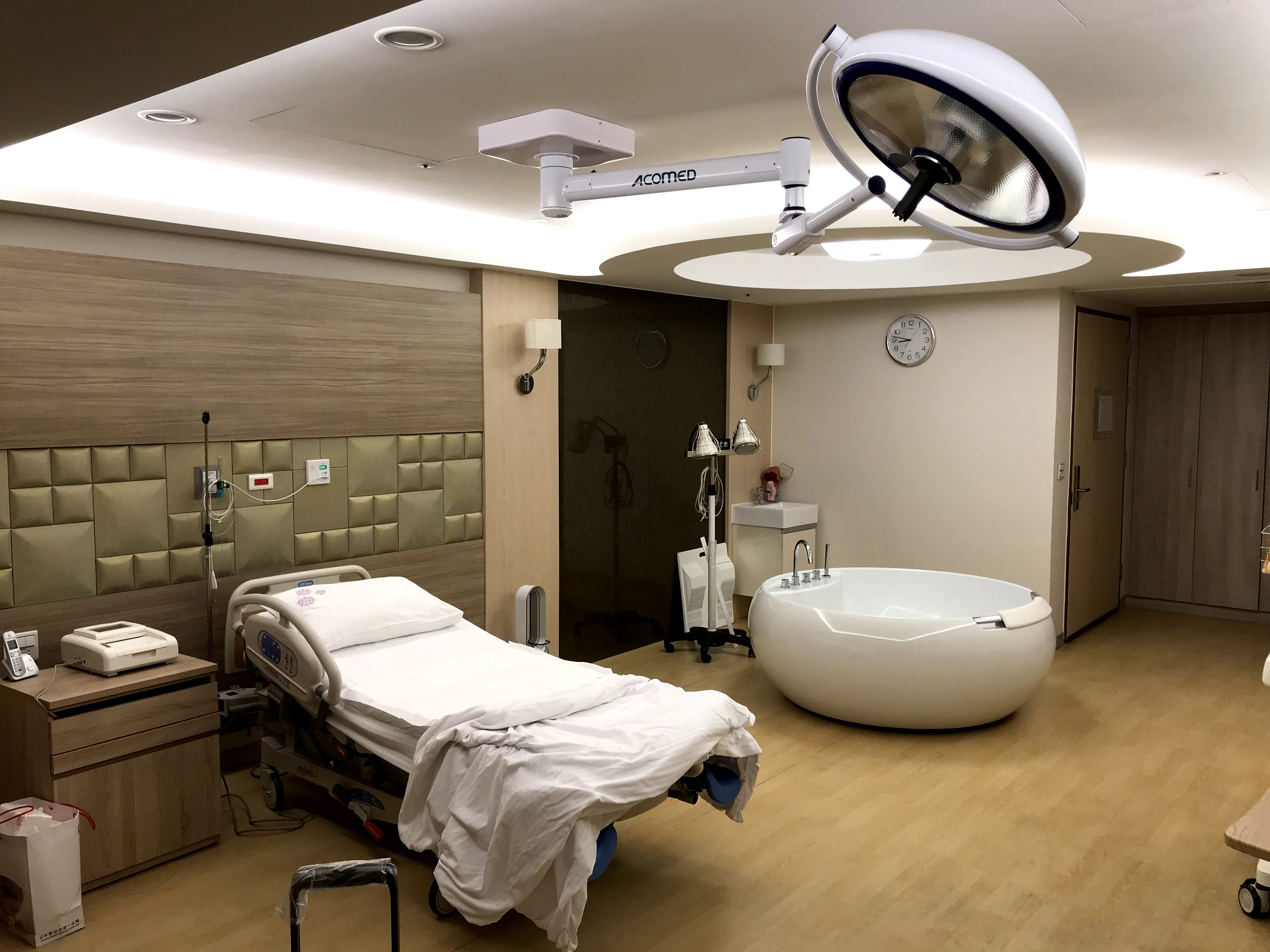
Badewanne für eine Wassergeburt
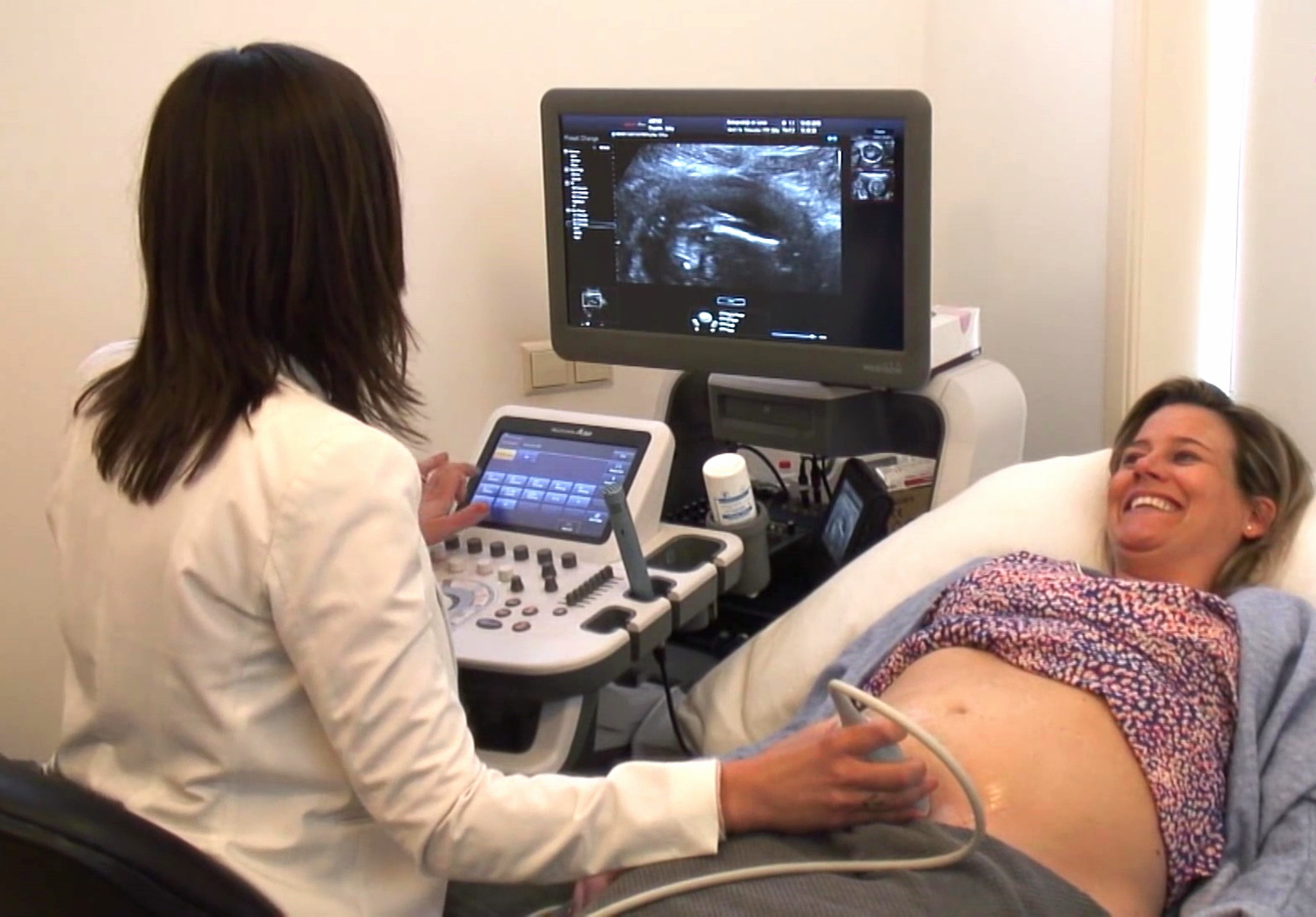
Bei der Kardiotokografie hört die Mutter die Herztöne ihres ungeborenen Kindes
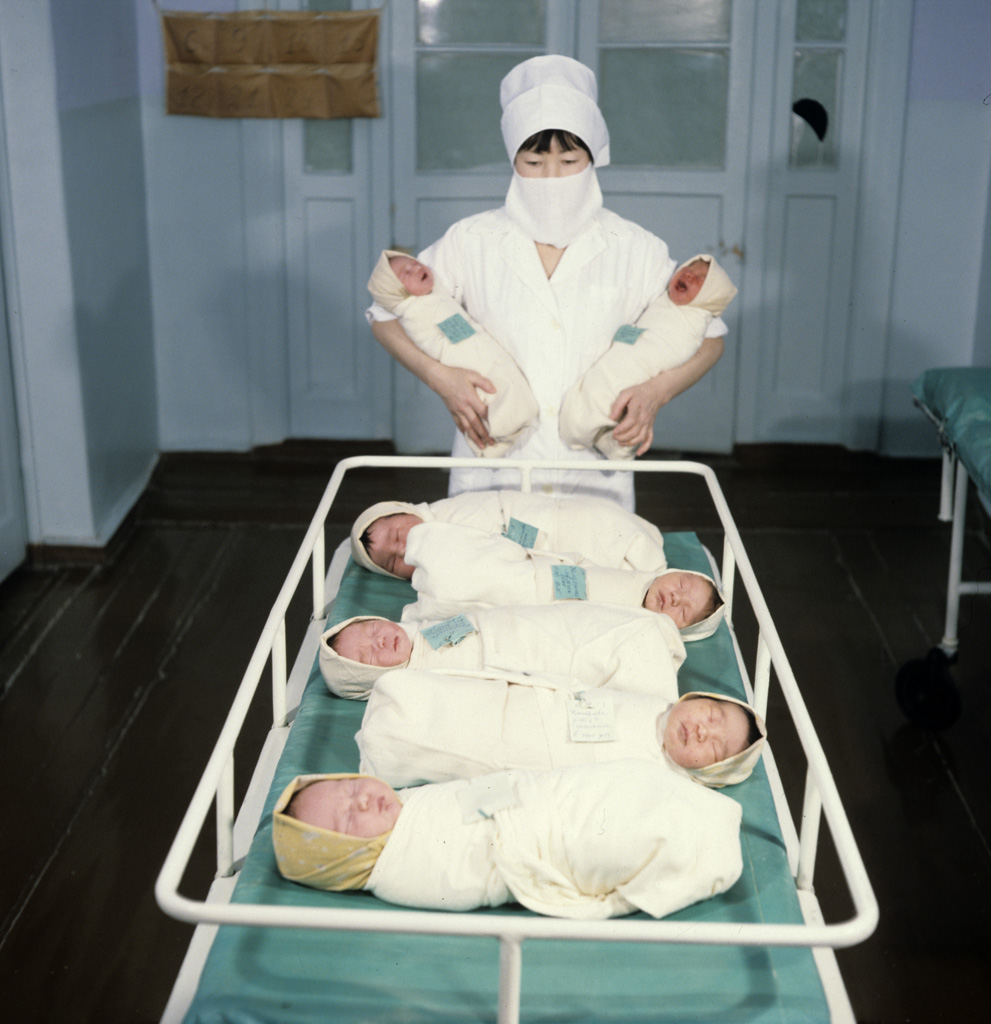
Flur einer Entbindungsstation in Jakutsk
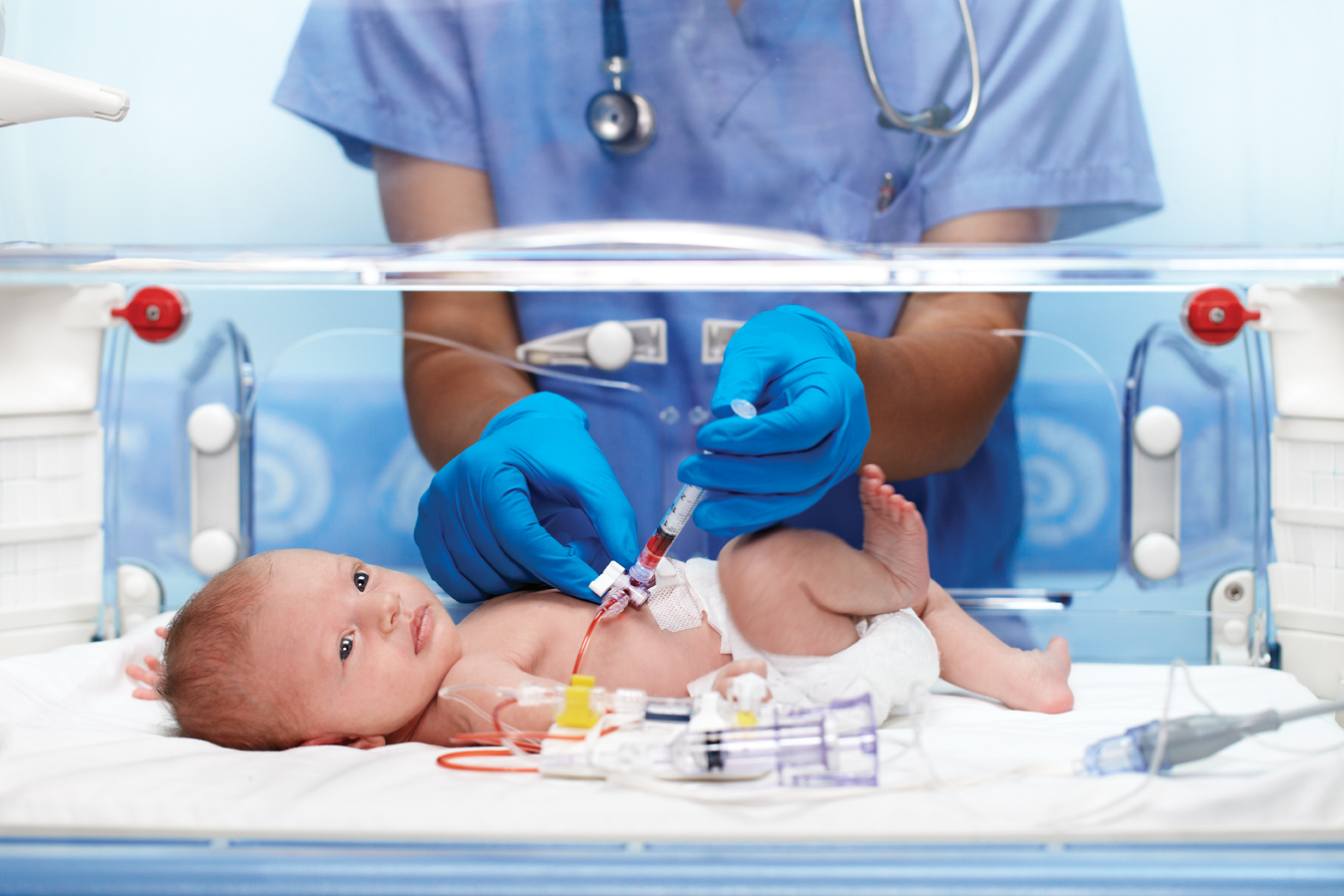
Blutabnahme im Brutkasten
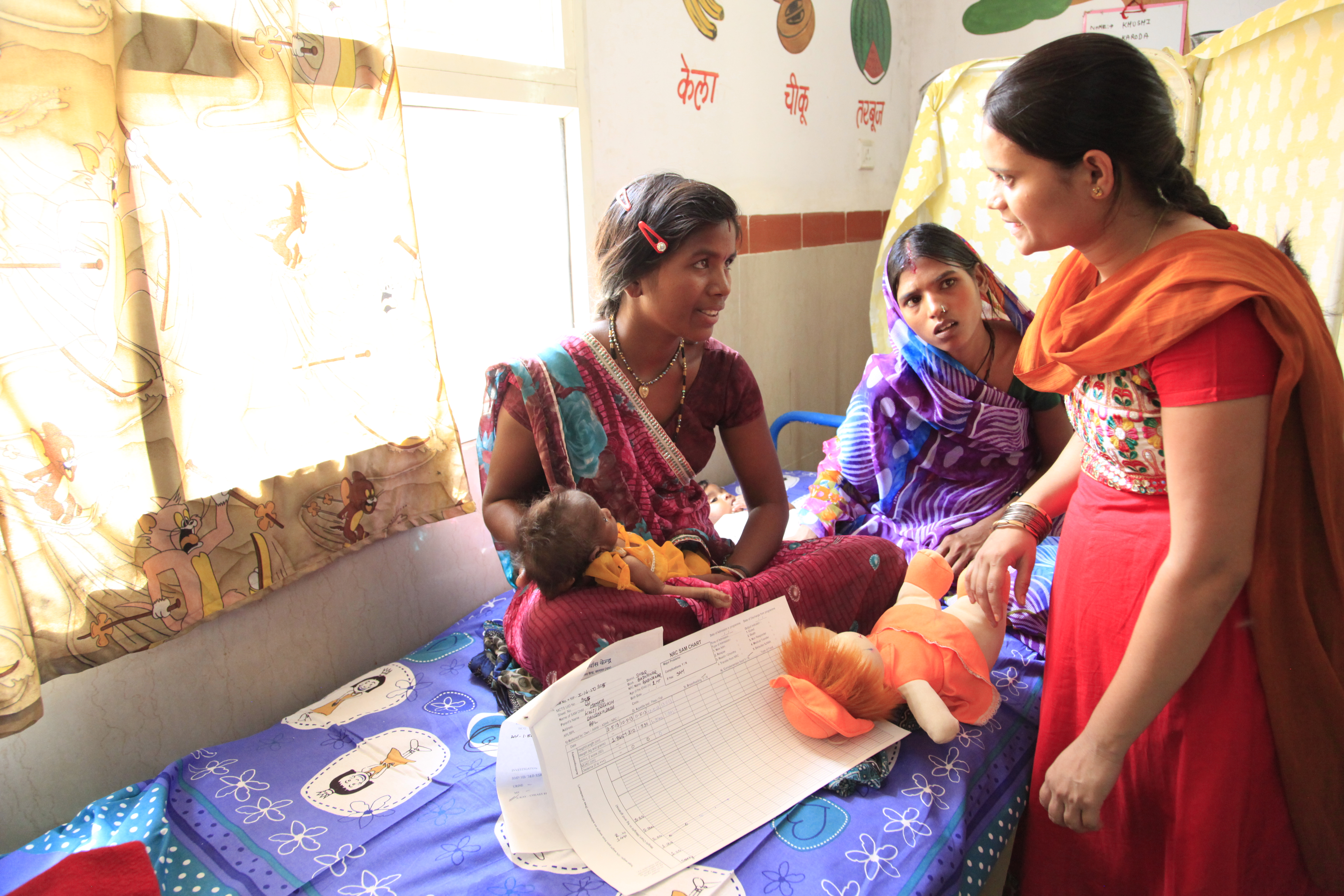
Stillberatung in Madhya Pradesh

## Begleitperson

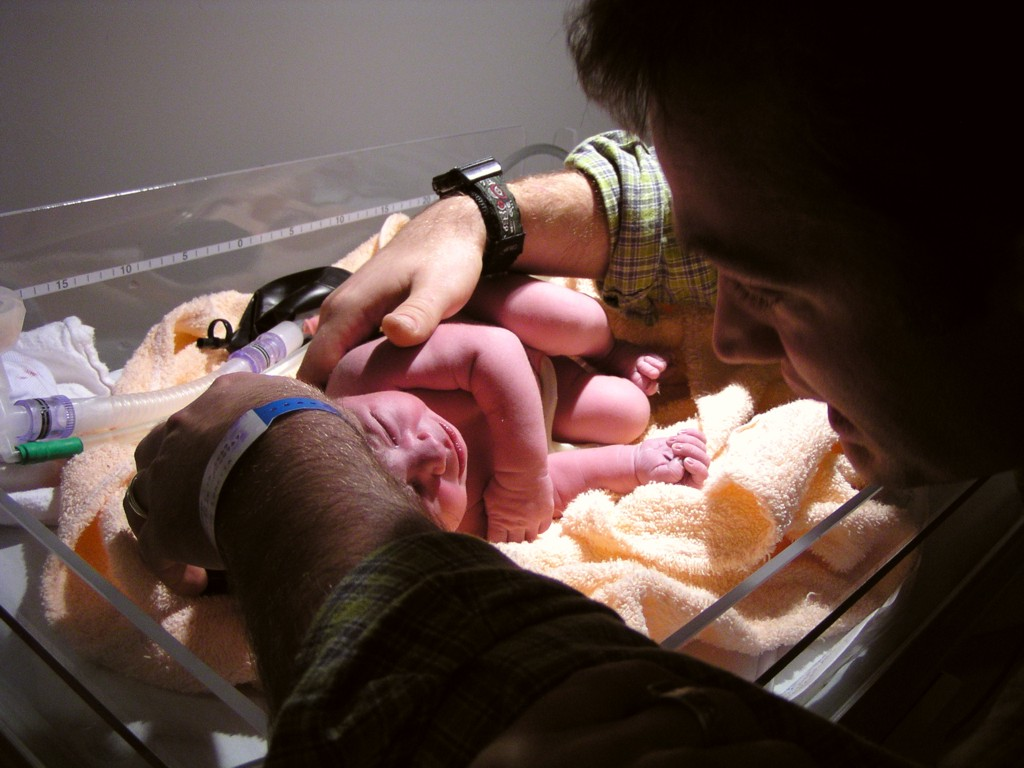
Vater betrachtet und berührt sein Neugeborenes auf dem Wärmebett

Entsprechend der Vorgabe der WHO, nach der bei Anwesenheit einer privaten Begleitperson die Geburten im Durchschnitt einen besseren Verlauf haben, wird in vielen Entbindungsstationen eine Begleitperson zugelassen. Meist ist das der Lebensgefährte bzw. Ehepartner der Schwangeren, in der Regel der biologische Vater des Kindes, manchmal eine andere von der Frau gewählte Person. Die gemeinsame Teilnahme an einem Geburtsvorbereitungskurs hat Einfluss darauf, wie stark die Frauen von der Unterstützung der Begleitperson während der Wehen profitieren.

## Deutschland
In Deutschland erfolgt bei der Anmeldung der Frau zur Geburt oder bei einer vorherigen Aufnahme in die Entbindungsstation die Registrierung ihrer persönlichen Daten mithilfe ihres Personalausweises, der Krankenversicherungskarte und des Mutterpasses. Bei Geburten in Kliniken und sonstigen Einrichtungen, in denen Geburtshilfe geleistet wird, besteht für den Träger der Einrichtung Anzeigepflicht (§ 20 PStG). Die Klinik stellt eine Geburtsbescheinigung aus für die Anmeldung des Kindes beim Standesamt zur Ausstellung der Geburtsurkunde. Meldepflicht besteht für Lebendgeborene, aber auch für Totgeborene und Neugeborene, die nach der Geburt sterben, bei ihnen kommt ein Sterbevermerk in die Geburtsurkunde.